# 东仁文学奖
东仁文学奖（：／）是为纪念韩国小说家金东仁而设立的一个文学奖。该奖设立于1955年，颁奖对象为中短篇小说家。现由朝鲜日报举办，是韩国影响力最大的文学奖之一。